# Lehôtka
Lehôtka (bis 1927 slowakisch „Ľahotka“; ungarisch Gácsliget – bis 1907 Gácslehota) ist eine Gemeinde im Süden der Slowakei mit 359 Einwohnern (Stand 31. Dezember 2024). Sie gehört zum Okres Lučenec, einem Kreis des Banskobystrický kraj, und ist zugleich Teil der traditionellen Landschaft Novohrad.

## Geographie
Die Gemeinde befindet sich am westlichen Rand des Talkessels Lučenská kotlina, selbst eine Untereinheit der Juhoslovenská kotlina, an einem der Nebenbäche des Bachs Mašková im Einzugsgebiet des Ipeľ. Das Ortszentrum liegt auf einer Höhe von 250 m n.m. und ist 11 Kilometer von Lučenec entfernt.
Nachbargemeinden sind Lupoč im Norden, Halič im Nordosten, Mašková im Osten und Süden, Ľuboreč im Westen und Praha im Nordwesten.

## Geschichte

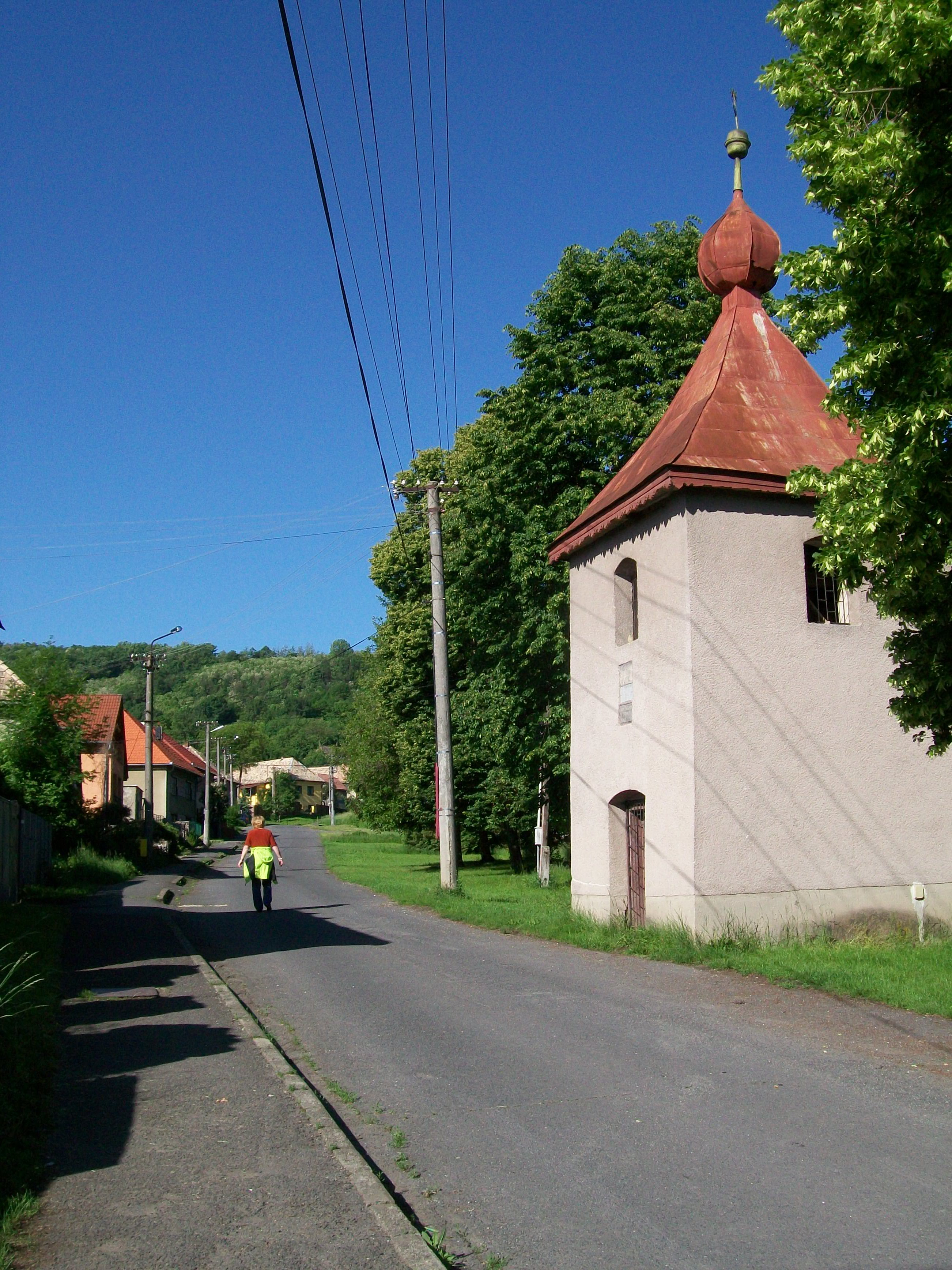
Glockenturm

Lehôtka wurde zum ersten Mal 1385 als Lehota schriftlich erwähnt, entstand früher im 14. Jahrhundert und verödete während der Türkenkriege im frühen 17. Jahrhundert. 1657 erscheint sie als Siedlung in der Herrschaft der Burg Divín, in der ersten Hälfte des 18. Jahrhunderts wurde Lehôtka erneut Gemeinde in der Herrschaft von Halič. 1828 zählte man 50 Häuser und 374 Einwohner, die als Landwirte  beschäftigt waren.
Bis 1918/1919 gehörte der im Komitat Neograd liegende Ort zum Königreich Ungarn und kam danach zur Tschechoslowakei beziehungsweise heute Slowakei.

## Bevölkerung
| Jahr                | 1994 | 2004    | 2014     | 2024    |
| ------------------- | ---- | ------- | -------- | ------- |
| Anzahl der Personen | 302  | 314     | 350      | 359     |
| Unterschied         |      | +3,97 % | +11,46 % | +2,57 % |

| Jahr                | 2023 | 2024    |
| ------------------- | ---- | ------- |
| Anzahl der Personen | 365  | 359     |
| Unterschied         |      | −1,64 % |

Gemäß der Volkszählung 2011 wohnten in Lehôtka 334 Einwohner, davon 299 Slowaken, sechs Magyaren und zwei Tschechen. 27 Einwohner machten keine Angabe zur Ethnie.
125 Einwohner bekannten sich zur römisch-katholischen Kirche und 110 Einwohner zur Evangelischen Kirche A. B. 61 Einwohner waren konfessionslos und bei 38 Einwohnern wurde die Konfession nicht ermittelt.

## Bauwerke und Denkmäler
- Glockenturm